# أليكس ساكسون
أليكس ساكسون (بالإنجليزية: Alex Saxon)‏ هو ممثل أمريكي ولد في يوم 10 سبتمبر 1987 في بلدة ليبرتي في ميزوري. بدأ التمثيل في سنة 2011 ومثل في العديد من المسلسلات والأفلام مثل مسلسل أوكوارد وراي دونوفان وذا منتاليست.